# Денисівський краєзнавчий музей
Денисівський краєзнавчий музей — державний музей у селі Денисові Тернопільського району Тернопільської області.
Створений за ініціативою письменниці Іванни Блажкевич, відкритий 20 вересня 1967.
У збиранні матеріалів, оформленні експозиції взяли участь сільські вчителі Й. Габ'як, Ф. Климчак, Т. Стецюк.
Експозиція розміщена у будинку Денисівської школи. Від 1984 року діє у колишньому проборстві о. Й. Вітошинського.
У 1989 році Денисівському краєзнавчому музею надано статус народного, 1993 — державного. Директор — Богдан Савак.
Нині тут — близько 8 тис. експонатів.
Від 2001-го виходить газета «Денисівський вісник» — видання музею, яке виходить неперіодично від 2001. Редактор — Б. Савак. Публікує матеріали з історії Денисова та його округи, про відомих уродженців і пам'ятки села, інші краєзнавчі матеріали.
У 2002 році Денисівський краєзнавчий музей визнаний найкращим сільським музеєм Тернопільщини.
Музей виконує функцію наукової лабораторії.